# Malta (Ohio)
Pour les articles homonymes, voir Malta.
Malta est un village américain situé dans le comté de Morgan, dans l'Ohio. Selon le recensement de 2010, sa population est de 671 habitants.